# Campeonato Citadino de Sorocaba de 1956
O Campeonato de Futebol da Liga Sorocaba de Futebol (LISOFU) de 1956 foi a vigésima edição do Campeonato Citadino de Sorocaba.
Disputado entre 30 de Setembro de 1956 e 13 de Janeiro de 1957, teve o Fortaleza como campeão e o Estrada como vice-campeão.
A princípio a competição teria 6 equipes participantes, porém o Barcelona entrou na competição após a terceira rodada.
Antes do Campeonato Citadino houve um Torneio Início, promovido pela LISOFU, onde o Fortaleza também foi campeão, ao vencer o Fluminense nas penalidades.

## Participantes
- Associação Atlética Funcionários Municipais
- Clube Atlético Barcelona
- Esporte Clube São Bento
- Estrada de Ferro Sorocabana Futebol Clube
- Fluminense Futebol Clube
- Fortaleza Clube
- Metalúrgica Futebol Clube

## Torneio Início
|  | Quartas de final | Quartas de final | Quartas de final |            |            | Semifinais | Semifinais | Semifinais |  |  | Final | Final     | Final |
|  |                  |                  |                  |            |            |            |            |            |  |  |       |           |       |
|  |                  |                  |                  |            |            |            |            |            |  |  |       |           |       |
|  |                  | São Bento        | 1                |            |            |            |            |            |  |  |       |           |       |
|  |                  | Votocel          | 0                |            |            |            |            |            |  |  |       |           |       |
|  |                  | Votocel          | 0                |            | São Bento  | 0(1)       |            |            |  |  |       |           |       |
|  |                  |                  |                  |            | São Bento  | 0(1)       |            |            |  |  |       |           |       |
|  |                  |                  | Fortaleza        | 0(2)       |            |            |            |            |  |  |       |           |       |
|  |                  | Estrada          | Fortaleza        | 0(2)       | 0(3)       |            |            |            |  |  |       |           |       |
|  |                  | Estrada          |                  |            | 0(3)       |            |            |            |  |  |       |           |       |
|  |                  | Fortaleza        | 0(4)             |            |            |            |            |            |  |  |       |           |       |
|  |                  |                  |                  |            |            |            |            |            |  |  |       | Fortaleza | 0(2)  |
|  |                  |                  |                  | Fluminense | 0(1)       |            |            |            |  |  |       |           |       |
|  |                  | Fluminense       | 1                |            |            |            |            |            |  |  |       |           |       |
|  |                  | Metalúrgica      | 0                |            |            |            |            |            |  |  |       |           |       |
|  |                  | Metalúrgica      | 0                |            | Fluminense | 3          |            |            |  |  |       |           |       |
|  |                  |                  |                  |            | Fluminense | 3          |            |            |  |  |       |           |       |
|  |                  |                  | Corinthians      | 1          |            |            |            |            |  |  |       |           |       |
|  |                  |                  | Corinthians      | 1          |            |            |            |            |  |  |       |           |       |
|  |                  |                  |                  |            |            |            |            |            |  |  |       |           |       |
|  |                  |                  |                  |            |            |            |            |            |  |  |       |           |       |

## Tabela
PRIMEIRO TURNO
30/09 - Func. Municipais 3x0 Metalúrgica
30/09 - Fluminense 4x3 Fortaleza
07/10 - Fluminense 1x1 Func. Municipais
07/10 - Estrada 1x3 Fortaleza
14/10 - Metalúrgica 1x2 São Bento
14/10 - Fortaleza 1x0 Func. Municipais
21/10 - Barcelona 2x0 Metalúrgica
21/10 - São Bento 0x3 Fluminense
21/10 - Estrada 2x1 Func. Municipais
28/10 - São Bento 0x1 Estrada
28/10 - Fluminense 4x2 Metalúrgica
28/10 - Barcelona 1x6 Fortaleza
01/11 - Estrada 3x2 Barcelona
04/11 - Barcelona 2x2 Func. Municipais
04/11 - Fortaleza 4x1 São Bento
04/11 - Metalúrgica 2x2 Estrada
11/11 - Func. Municipais 2x1 São Bento
11/11 - Fortaleza 4x0 Metalúrgica
11/11 - Estrada 3x1 Fluminense
15/11 - Barcelona 2x4 Fluminense
18/11 - São Bento 6x1 Barcelona
SEGUNDO TURNO
25/11 - Estrada 7x0 Barcelona
25/11 - Metalúrgica 0x0 Func. Municipais
25/11 - Fortaleza 2x0 Fluminense
02/12 - Func. Municipais 0x1 Fluminense
02/12 - Barcelona 0x4 São Bento
09/12 - São Bento 5x0 Metalúrgica
09/12 - Func. Municipais 0x2 Fortaleza
16/12 - Fluminense 2x1 São Bento
16/12 - Func. Municipais 1x2 Estrada
16/12 - Barcelona 0x1 Metalúrgica
23/12 - Fluminense 5x2 Metalúrgica
23/12 - Fortaleza 4x0 Barcelona
23/12 - Estrada 4x1 São Bento
30/12 - São Bento 1x1 Fortaleza
30/12 - Barcelona 2x1 Func. Municipais
30/12 - Estrada 2x0 Metalúrgica
06/01/1957 - Metalúrgica 0x1 Fortaleza
06/01 - Fluminense 2x2 Estrada
13/01 - São Bento 3x4 Func. Municipais
13/01 - Fluminense 3x1 Barcelona
13/01 - Fortaleza 4x1 Estrada

## Classificação final
| 1 | Fortaleza        | 12 | 21 | 10 | 1 | 1 | 35 | 9  | 26  |
| 2 | Estrada          | 12 | 18 | 8  | 2 | 2 | 30 | 17 | 13  |
| 3 | Fluminense       | 12 | 18 | 8  | 2 | 2 | 30 | 19 | 11  |
| 4 | São Bento        | 12 | 9  | 4  | 1 | 7 | 25 | 21 | 4   |
| 5 | Func. Municipais | 12 | 9  | 3  | 3 | 6 | 15 | 17 | -2  |
| 6 | Barcelona        | 12 | 5  | 2  | 1 | 9 | 13 | 41 | -28 |
| 7 | Metalúrgica      | 12 | 4  | 1  | 2 | 9 | 8  | 30 | 22  |
| J - Jogos; PG - Pontos ganhos; V - Vitórias; E - Empates; D - Derrotas; GP - Gols Pró; GC - Gols contra; SG - Saldo de gols |                  |    |    |    |   |   |    |    |     |

## Premiação
| Campeão Amador de Sorocaba de 1953 |
| ---------------------------------- |
| Fortaleza (7º título)              |